# Karel Tymich

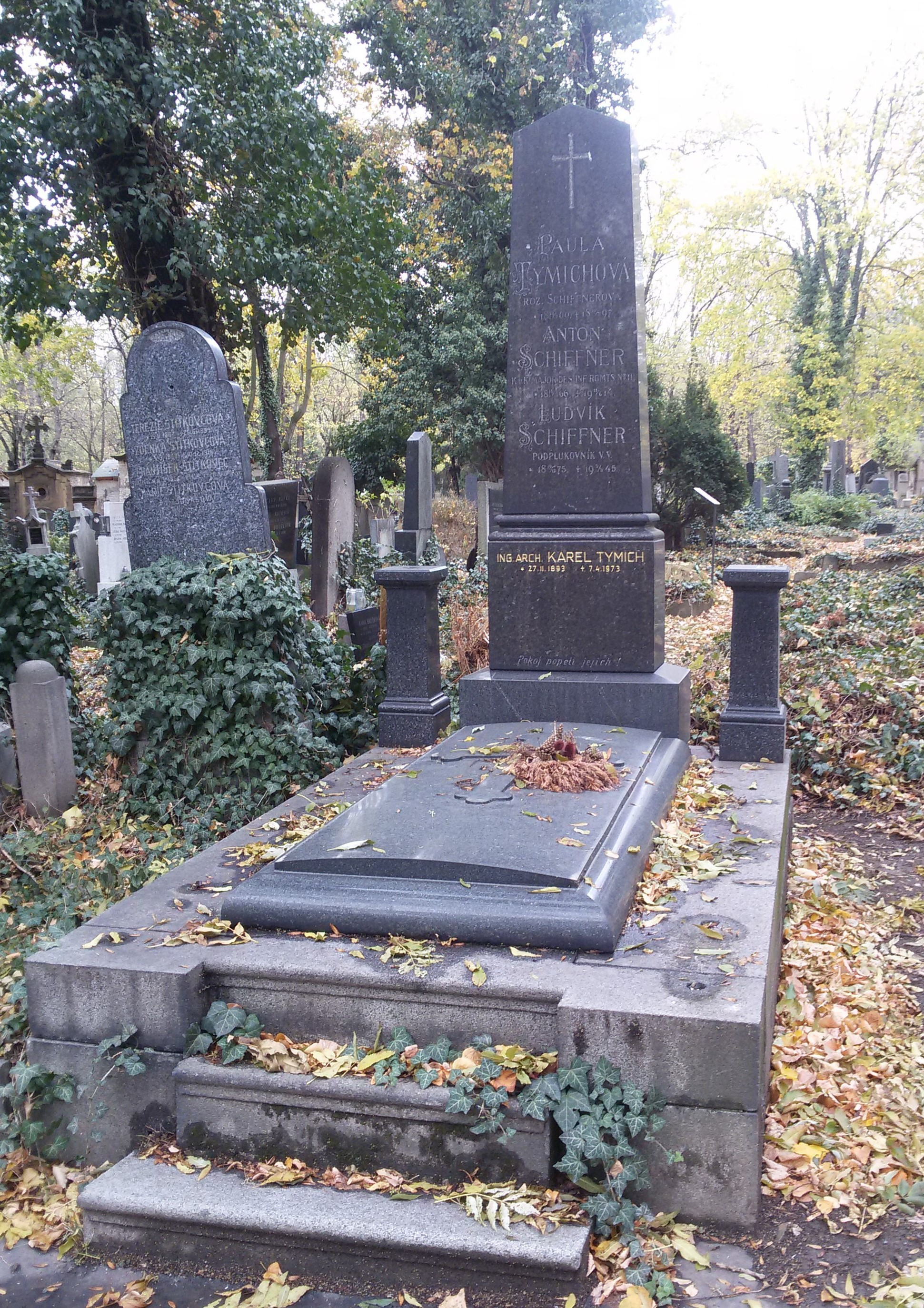
Hrob Karla Tymicha, Olšanské hřbitovy

Karel Tymich (27. listopadu 1893, Lhota nad Moravou – 7. dubna 1973, Praha) byl český funkcionalistický architekt. Specializoval se na stavby školních a zdravotnických zařízení.

## Život
Narodil se v rodině mlynáře ve Lhotě nad Moravou Hynka (Ignáce) Tymicha (1838–1905) a jeho manželky Pauly, rozené Schiffnerové (1869–1897). Od roku 1895 byla rodina hlášena v Praze.  Z otcova prvního manželství měl bratra Antonína (1869–1934).
Karel Tymich zemřel v Praze, pohřben je na Olšanských hřbitovech, část 005, oddělení 9, hrob 109a.

## Dílo

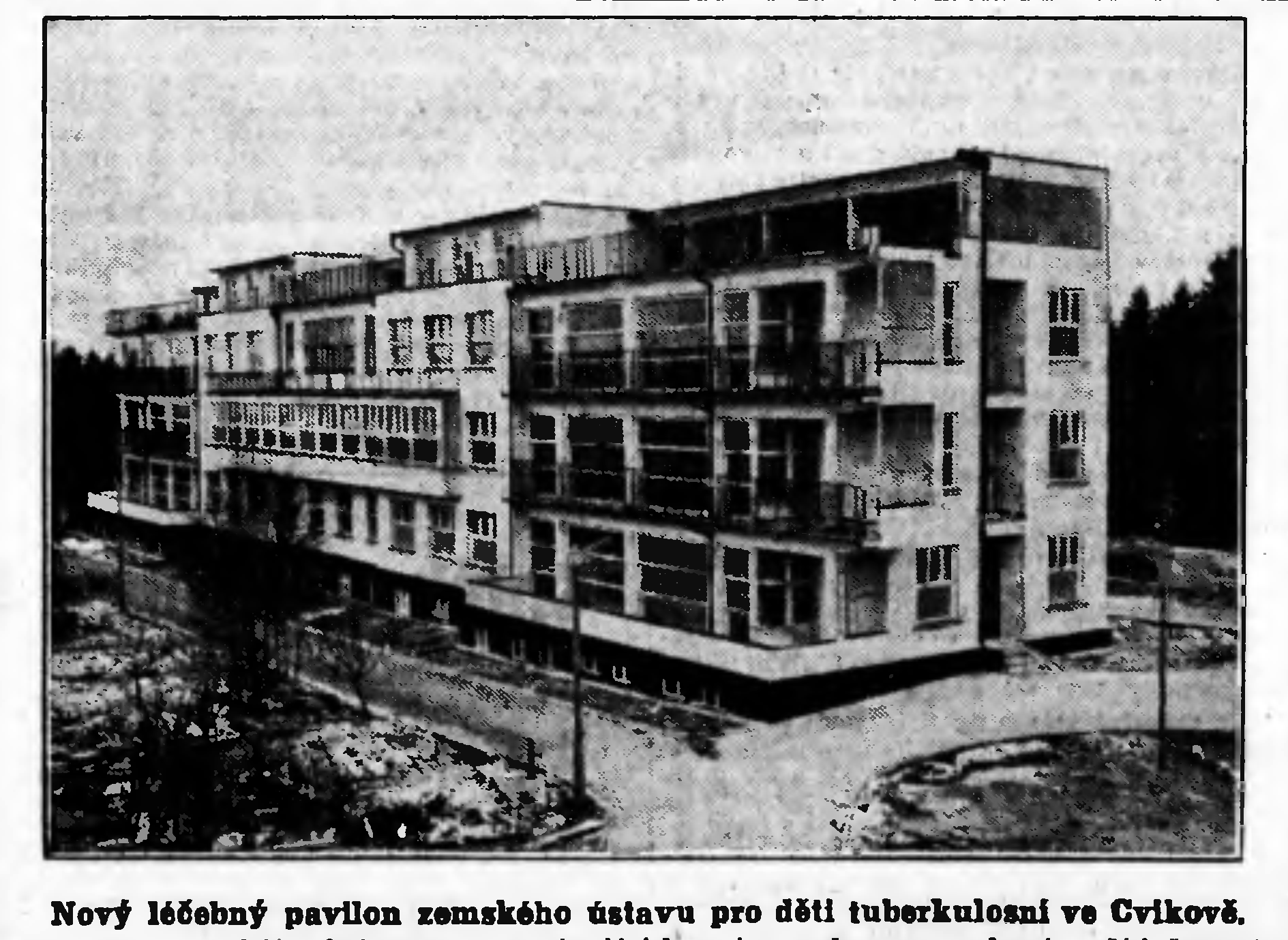
Karel Tymich: Léčebný pavilon ve Cvikově, foto 1934

- Zemská odborná škola hospodářská, Litomyšl (později Masarykova zemská průmyslová škola, dnes Střední škola zahradnická a technická). Stavba byla zahájena 17. května 1926, dokončena v roce 1930.[7]
- Nemocnice v Kolíně, stavba v období 1927–1932, 1948–1952 (spolu s dalšími architekty: František Maria Černý, L. Provaz)[8]
- Nemocnice v Karlových Varech[9]
- Hospodářská škola v Jilemnici[9]
- Zemský ústav pro tuberkulózní děti, Cvikov (dnes Dětská léčebna). Projekt dokončen v roce 1931, areál dostavěn v roce 1934. V době vzniku se ústav nejen po architektonické stránce řadil mezi nejmodernější zařízení svého druhu. Areál se dochoval v autentické podobě s minimem novodobých úprav.[10]
- Vila manželů Krinkeových, Dukelská ulice, Litomyšl, Vila pro rodinu litomyšlského primáře Jaroslava Krinkeho z let 1939–1940. J. Krinke v roce 1948 emigroval, od 60. let sídlily v domě jesle, pro které byl adaptován a přistavěn. Objekt prochází rekonstrukcí.[11]

## Zajímavost
V roce 1923 byl Karel Tymich obviněn spolu s architektem Jiřím Krohou a dalšími pro přečin úpadku z nedbalosti. Jednalo se o úpadek spolku Socialistická scéna (později Všelidová scéna), kde byl Tymich pověřen architektonickými úkoly. Spolek si vzal za cíl hrát v pražském Průmyslovém paláci Novou Oresteiu Arnošta Dvořáka. Byla však odehrána jen dvě představení, hercům nebyla vyplacena gáže a odmítli hrát. Soud obžalované osvobodil.